# 福井地震
福井地震是指1948年6月28日16時13分发生于日本福井县的一场大地震。该次地震震中位于36°12′N 136°12′E / 36.2°N 136.2°E，震级为M7.1级，最大震度6。死亡與失蹤人數高達3,769人，為日本戰後死亡人數第三高的地震，僅次於2011年日本東北地方太平洋近海地震及1995年阪神大地震。

## 构造背景
日本列岛地处欧亚大陆板块、北美洲板块、太平洋板块和菲律宾板块四个板块的交界处，是组成环太平洋火山地震带的一部分。太平洋板块、北美洲板块和欧亚大陆板块、菲律宾板块互相碰撞，使得日本列岛逐渐从海底突起，这使得日本附近地区火山、地震等自然灾害频发。

## 震度
| 震度 | 都道府縣 | 市區町村        |
| ---- | -------- | --------------- |
| 6    | 福井縣   | 福井市          |
| 4    | 富山縣   | 富山市          |
| 4    | 石川縣   | 金澤市 輪島市   |
| 4    | 福井縣   | 敦賀市          |
| 4    | 山梨縣   | 甲府市          |
| 4    | 長野縣   | 飯田市          |
| 4    | 岐阜縣   | 岐阜市          |
| 4    | 愛知縣   | 名古屋市 田原市 |
| 4    | 三重縣   | 龜山市          |
| 4    | 滋賀縣   | 彦根市          |
| 4    | 京都府   | 京都市 宮津市   |
| 4    | 奈良縣   | 奈良市          |

## 震害情况

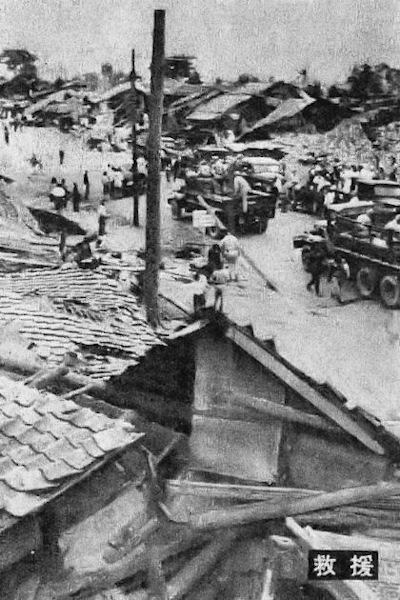
福井地震的震害

由於震源區是軟弱的沖積平原，震害嚴重。地震時各地發生火災，據福井市（1978）的災害損失統計，死亡與失蹤3,579人，傷16,293人，全損房屋35,188戶，燒毀房屋3,722戶。本次地震震害及地震火災所造成的人民生命財產損失是日本昭和年代地震災害最慘重的一次。因日本多木造建築，地震引發的火災造成房屋燒毀嚴重。日本以此次地震為契機，於1950年公布了木造房屋的建築規範。
| 都道府縣 | 人員傷亡（人） | 人員傷亡（人） | 房屋損毀（戶） | 房屋損毀（戶） | 房屋損毀（戶） |
| 都道府縣 | 死亡           | 受傷           | 全倒           | 半倒           | 燒毀           |
| -------- | -------------- | -------------- | -------------- | -------------- | -------------- |
| 福井     | 3,728          | 21,750         | 35,382         | 10,542         | 3,851          |
| 石川     | 41             | 453            | 802            | 1,274          | 0              |
| 合計     | 3,769          | 22,203         | 36,184         | 11,816         | 3,851          |

## 外部連結
- 维基共享资源上的相關多媒體資源：福井地震